# 타츠진오
본 문서의 이해를 돕기 위한 비자유 그림이 있습니다. 
링크의 파일을 직접 올려 주세요

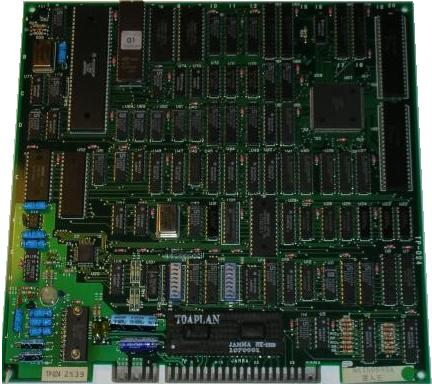
타츠진오의 아케이드 PCB.

《타츠진오》(達人王, Tatsujin Ō, Truxton II)는 아케이드용으로 토아플랜이 개발, 배급한 1992년 진행형 슈팅 게임의 하나이다. 비디오 게임 《타츠진》의 후속작이다.
이 게임은 나중에 빙(Ving)에 의해 FM 타운스로 포팅되었다.

## 개요
게임플레이는 전작의 비디오 게임 《타츠진》과 비슷하다. 《타츠진오》는 6개의 커다란 영역이 있으며 각 영역의 끝마다 보스가 있다. 이 6개의 공간이 영원히 반복된다. 70,000점에 다다르면 생명을 얻으며 그 뒤에는 매번 200,000점을 받을 때마다 받게 된다. 플레이어는 3개의 생명으로 시작한다.
비행선의 속도를 증가시키고, 스마트폭탄을 추가하고 현재의 무기를 바꾸거나 강화시키는 파워업이 있다.

## 평가
| 평가                                                                                 |                      |
| ------------------------------------------------------------------------------------ | -------------------- |
| 평론 점수 평론사 점수 에지 (FM Towns) 8 / 10 [ 4 ] 게임팬 (FM Towns) 306 / 400 [ 5 ] |                      |
| 평론 점수                                                                            |                      |
| 평론사                                                                               | 점수                 |
| 에지                                                                                 | (FM Towns) 8 / 10    |
| 게임팬                                                                               | (FM Towns) 306 / 400 |